# Carolin Leonhardt
Carolin Leonhardt (Lampertheim, Hessen, 22 de novembre de 1984) és una esportista alemanya que competeix en piragüisme en la modalitat d'aigües tranquil·les.
Va participar en dos Jocs Olímpics, Atenes 2004 i Londres 2012, obtenint en total tres medalles: or i plata a Atenes 2004 i plata a Londres 2012. Ha guanyat 15 medalles en el Campionat Mundial de Piragüisme entre els anys 2005 i 2013, i 18 medalles en el Campionat Europeu de Piragüisme entre els anys 2004 i 2013.

## Palmarès internacional
| Jocs Olímpics     | Jocs Olímpics            | Jocs Olímpics | Jocs Olímpics |
| Any               | Lloc                     | Medalla       | Competició    |
| ----------------- | ------------------------ | ------------- | ------------- |
| 2004              | Atenes ( Grècia)         | 1             | K4 500 m      |
| 2004              | Atenes ( Grècia)         | 2             | K2 500 m      |
| 2012              | Londres ( Regne Unit)    | 2             | K4 500 m      |
| Campionat Mundial |                          |               |               |
| Any               | Lloc                     | Medalla       | Competició    |
| 2005              | Zagreb ( Croàcia)        | 1             | K4 200 m      |
| 2005              | Zagreb ( Croàcia)        | 1             | K4 500 m      |
| 2005              | Zagreb ( Croàcia)        | 3             | K4 1000 m     |
| 2006              | Szeged ( Hongria)        | 2             | K4 200 m      |
| 2006              | Szeged ( Hongria)        | 2             | K4 500 m      |
| 2006              | Szeged ( Hongria)        | 2             | K4 1000 m     |
| 2007              | Duisburg ( Alemanya)     | 1             | K4 200 m      |
| 2007              | Duisburg ( Alemanya)     | 1             | K4 500 m      |
| 2009              | Dartmouth ( Canadà)      | 1             | K4 200 m      |
| 2009              | Dartmouth ( Canadà)      | 2             | K2 1000 m     |
| 2009              | Dartmouth ( Canadà)      | 2             | K4 500 m      |
| 2010              | Poznań ( Polònia)        | 2             | K2 1000 m     |
| 2011              | Szeged ( Hongria)        | 1             | K1 4x200 m    |
| 2011              | Szeged ( Hongria)        | 2             | K4 500 m      |
| 2013              | Duisburg ( Alemanya)     | 2             | K2 1000 m     |
| Campionat Europeu |                          |               |               |
| Any               | Lloc                     | Medalla       | Competició    |
| 2004              | Poznań ( Polònia)        | 2             | K2 500 m      |
| 2004              | Poznań ( Polònia)        | 3             | K2 200 m      |
| 2005              | Poznań ( Polònia)        | 1             | K4 200 m      |
| 2005              | Poznań ( Polònia)        | 1             | K4 500 m      |
| 2005              | Poznań ( Polònia)        | 2             | K4 1000 m     |
| 2006              | Račice ( Txèquia)        | 2             | K4 200 m      |
| 2006              | Račice ( Txèquia)        | 2             | K4 500 m      |
| 2006              | Račice ( Txèquia)        | 2             | K4 1000 m     |
| 2007              | Pontevedra ( Espanya)    | 1             | K4 200 m      |
| 2007              | Pontevedra ( Espanya)    | 1             | K4 500 m      |
| 2008              | Milà ( Itàlia)           | 1             | K4 500 m      |
| 2009              | Brandenburg ( Alemanya)  | 1             | K4 500 m      |
| 2009              | Brandenburg ( Alemanya)  | 2             | K4 200 m      |
| 2010              | Corvera ( Espanya)       | 3             | K2 200 m      |
| 2010              | Corvera ( Espanya)       | 3             | K2 1000 m     |
| 2011              | Belgrad ( Sèrbia)        | 3             | K4 500 m      |
| 2012              | Zagreb ( Croàcia)        | 1             | K4 500 m      |
| 2013              | Montemor-o-Velho ( Perú) | 2             | K2 1000 m     |